# Martin Rooke
Martin Rooke (* 21. November 1972 in Hertfordshire) ist ein englischer Badmintonspieler. Er ist infolge eines Unfalls inkomplett querschnittgelähmt und startet im Parabadminton in der Startklasse WH2 im Einzel, Doppel und Mixed. Er strebt die Teilnahme an den Sommer-Paralympics 2020 in Tokio an.

## Sportliche Laufbahn
Martin Rooke spielte vor seinem Unfall als Halbprofi beim Tring Athletic Football Club in Hertfordshire Fußball und trat für England als Turner an. Bei einem Hauseinsturz im Mai 2006 erlitt er eine inkomplette Querschnittslähmung und ist seither auf einen Rollstuhl angewiesen.
Rooke begann 2010 mit dem Parabadminton. Bereits im folgenden Jahr gewann er in Dortmund bei der Badminton-Europameisterschaft für Behinderte Gold im Einzel und mit seinem Teamkollegen Gobi Ranganathan den Titel im Doppel. 2013 gewann er mit Ranganathan am selben Ort bei der Badminton-Weltmeisterschaft für Behinderte Silber im Doppel. 2014 bei der Parabadminton-EM in Murcia gewann Rooke Goldmedaillen im Einzel und im Mixed mit Karin Suter-Erath durch einen Finalsieg über das französisch-schweizerische Paar David Toupé und Sonja Häsler. Im Doppel holte er mit dem für die Türkei startenden Avni Kertmen gegen das französisch-deutsche Duo David Toupé und Thomas Wandschneider Silber. Die Badminton-Europameisterschaft für Behinderte 2016 in Beek brachte für Rooke den Titel im Einzel durch einen Sieg über den Niederländer Jordy Brouwer von Gonzenbach. Mit David Toupé unterlag er im Doppel dem Engländer Connor Dua-Harper und Thomas Wandschneider und holte Silber. Im Mixed gewann er mit Karin Suter-Erath gegen Toupé und die Türkin Narin Uluç Gold. Bei der Badminton-Europameisterschaft für Behinderte 2018 in Rodez gewann Rooke im Einzel und im Doppel mit seinem neuen Partner Thomas Wandschneider Gold.